# دویچ

دویچ یا به گویش محلی دویوج (Duyüc) ، با طول جغرافیایی ۴۸/۱۲ و عرض جغرافیایی ۳۷/۱۸ و ارتفاع ۱۵۶۰ متر از سطح دریاهای آزاد در استان آذربایجان شرقی ، دهستان کاغذکنان مرکزی بخش کاغذکنان شهرستان میانه واقع شده‌است. این روستا دارای طبیعت دره ای و جزو منطقه حفاظت شده کاغذکنان  و دارای حیوانات وحشی نظیر آهو ،روباه، خوک وحشی،لاک پشت،خرگوش، شغال، گرگ،مار، کل و بز ، سیاه گوش ، گربه وحشی ، پلنگ ایرانی ، خرس و... است. 
دویوج یکی از دور افتاده ترین روستا های شهرستان میانه است و به همین دلیل از طبیعتی دست نخورده و زیبا برخوردار است که دوَش داغی (dövəş daği) در شمال شرقی، هردول (hərdul) در جنوب شرقی، میدانلار تپه‌سی (meydanlar təppəsi) در جنوب و گوءی دره (göy dərə) در جنوب این روستا قرار دارند و از معروفترین جاذبه های طبیعی و گردشگری این روستا می‌توان آبشار دویچ "اون توکولن" (un tökülən) را نام برد.   
همچنین این روستا دارای میوه‌های وحشی بسیاری نظیر تمشک، میوه‌ی گل نسترن، زالزالک، زرشک کوهی و... است.   
فضا های دیدنی بسیاری نظیر پیشیک قَبری (Pişik qəbri)، باخاجاخ (Baxacax) و... در دویوج واقع شده است.   
بخش بزرگی از این روستا را دره ها تشکیل می دهند، از این دره های زیبا میتوان به آغ دَرَه (Aq dərə)، دال دَرَه     (Dal dərə)، حسن دَرَه (Həsən dərə) و... اشاره کرد.   
این روستا چشمه های فراوانی هم دارد، مانند نوءرو بولاغ (Nourı bılağ)، کورد بولاغ (Kurd bılağ)، نَفتَه خانا (Nəftə xana) و...  
این روستا آب و هوای سرد دارد به طوری که هوای این روستا در تابستان دلنواز و خنک است و زمستان به شدت برفی و یخبندان دارد. در زمستان این روستا غیرقابل سکونت است و راهی که به این روستا می‌رسد، صعب‌العبور می‌شود. روستا جزو مناطق ییلاقی محسوب میشود به همین خاطر این روستا جمعیت ثابتی ندارد، بیشتر اهالی این روستا هم‌اکنون در تهران زندگی می‌کنند و در فصل گرما و برای فرار از گرمای تهران و تفریح به دویوج می‌روند.   
درباره معنای نام روستا دو نظریه وجود دارد :
1_ (دویوج) به معنی جنگجو است. که در اصل نام این روستا دُوءیوش (Döuş) بوده که به مرور زمان به دویوج تغییر نام داده است.
2_ «دویوش (Düyüş)» اسمی است که از واژه‌ی «دوی» به اضافه‌ی پسوند اسم ساز «وش» ساخته شده است. دوی ریشه فعلی «دویمک» به معنای «گره زدن، بستن، متصل کردن و پیوند دادن» می‌باشد. «اوش» یکی از پسوندهای چهارگانه‌ی اسم ساز در زبان ترکی آذربایجانی است که هنگام اضافه شدن به ریشه‌ی فعل اسم می‌سازد مثل گول + اوش = گولوش (خنده) و دُور + اوش = دوُروش (مقاومت). واژه‌ی دویمه که بصورت دگمه به زبان فارسی هم وارد شده است و به معنی وصل کننده دو سمت لباس می‌باشد از همین ریشه ساخته شده است. شکل قدیمی دویمک بصورت تو گمک بوده است که در دیوان لغات الترک به معنی «گره زدن» آمده است و به مرور در اثر تبدیل حرف «گ» به حرف «ی» که در زبان ترکی معمول است بصورت دویمک در آمده است مثل تبدیل دگمک به دیمک (برخوردن). از نظر لغوی دویوش به معنی همبستگی و پیوند می‌باشد و آبادی دویوش به معنی آبادی همبستگی و پیوند و اتحاد خواهد بود.
```
خاستگاه خانواده های اقبالی،حبیبی ،احدی، یگانه،الماسی،هوشمند،عزیزی، نجفی، مولایی،حسین زاده، شیری، حنفی،حیدری در این روستا است.
```